# Zara Levina
Zara Aleksandrovna Levina (en ruso: Зара Александровна Левина; Simferópol, imperio ruso, 5 de febrero (O.S. 25 de enero de 1906-Moscú, 27 de junio de 1976) fue una pianista y compositora soviética.
Ella era de una familia judía. Zara Levina estudió piano en el Conservatorio de Odesa , que aprobó con una medalla de oro. Se graduó en el Conservatorio de Moscú en 1932, donde estudió piano y composición.
En su temprana edad, Zara Levina admiraba a los compositores Rajmáninov, Skriabin, Prokófiev, Beethoven y Schumann. Escribió principalmente obras corales (principalmente romances, luego canciones infantiles) y, además, también otra música vocal, así como dos conciertos para piano y obras para piano solo. La inspiración de esos cinco compositores es evidente a lo largo de sus obras. Se han grabado sus dos conciertos para piano, al igual que su primera sonata para violín de 1928 (de David Oistrakh). Estaba casada con el compositor Nikolai Chemberdzhi (1903-1948). Su nieto es el pianista Aleksandr Mélnikov. Su nieta es la pianista y compositora Katia Tchemberdji.